# 정과 정 사이에
"정과 정 사이에"는 1972년에 개봉한 대한민국의 영화이다.

## 캐스팅
- 조애자
- 황정순
- 빅토리 디날로
- 마가렛 오리슨
- 신일용
- 김진해
- 최신자
- 성진아
- 석인수
- 이정애
- 지계순
- 김지영
- 김기범
- 박병기
- 손전
- 김신명
- 백남봉
- 장인환
- 태일
- 최재호
- 신민경